# Inmigración estadounidense en los Emiratos Árabes Unidos
La inmigración estadounidense en los Emiratos Árabes Unidos comenzó a partir del año 2015. Desde entonces hay más de 50 000 estadounidenses viviendo en el país.

## Demografía
La mayoría de los estadounidenses residen en Dubái. Debido a la amplia cooperación militar entre ambos países, también hay alrededor de 5 000 militares estadounidenses estacionados en la base aérea de Al Dhafra en Abu Dhabi. La base, que se opera conjuntamente, es una de las bases militares clave de los Estados Unidos en la región.

## Educación
Hay numerosas escuelas internacionales estadounidenses en los Emiratos Árabes Unidos, que atienden a estudiantes expatriados. Algunas de las escuelas notables son American Community School of Abu Dhabi, American International School en Abu Dhabi, American School of Dubai, Dubai American Academy, GEMS American Academy y Sharjah American International School. Además, también hay varias universidades acreditadas por los Estados Unidos en el país, como la American University en Dubai, Hult International Business School, International Horizons College, Rochester Institute of Technology - Dubai, New York University Abu Dhabi y American University of Sharjah.

## Organizaciones
Los Estados Unidos tienen una embajada en Abu Dhabi y un consulado general en Dubái que brindan servicios a los ciudadanos estadounidenses. También existen organizaciones empresariales y de expatriados, como la Asociación Estadounidense de Mujeres en Dubái, la Red de Mujeres Estadounidenses de Abu Dhabi una Cámara de Comercio Estadounidense en Abu Dhabi y un Consejo Empresarial Estadounidense de Dubái y los Emiratos del Norte.